# Бабарико, Сергей Николаевич
Сергей Николаевич Бабарико (род. 16 апреля 1956, Москва) — советский хоккеист, вратарь, мастер спорта СССР.

## Биография
Воспитанник московского «Локомотива». В 1973 году не смог поступить в институт железнодорожного транспорта и перешёл в саратовский «Кристалл», где предложили решить вопрос с обучением. Провёл сезон в молодёжной команде, в сезоне 1974/75 сыграл два матча в высшей лиге. В 1975 году по приглашению Владимира Юрзинова перешёл в московское «Динамо», за пять сезонов провёл в чемпионате по разным данным 104 или 105 матчей, три сезона был основным вратарём. В 1980 году перешёл в «Динамо» Рига, но не сыграв ни одного матча, вскоре оказался в «Динамо» Минск. В 1982 году хотел перейти в воскресенский «Химик», но, по словам Бабарико, ему помешал Пётр Богданов, возглавлявший центральный совет «Динамо» — несколько лет назад между ними произошёл конфликт. Сезон 1982/83 отыграл в первой лиге в «Кристалле», откуда ушёл из-за конфликта с Виктором Садомовым. Роберт Черенков пригласил Бабарико в команду высшей лиги «Ижсталь», но его опять не разрешили заявить. Сезон 1983/84 отыграл в первой лиге за СК им. Салавата Юлаева, откуда был уволен после прихода Садомого. В 28 лет завершил карьеру.
В 1977 году сыграл два матча за сборную СССР в турнире на призы газеты «Руде право». В сезонах — 1977/78 и 1978/79 играл за вторую сборную СССР в суперсериях против команд ВХА.
Будучи игроком, Бабарико, по словам коллег, стал увлекаться эзотерикой. Работал «экстрасенсом» в ряде команд. Помог, с его слов, работая в «Кристалле» в 1995—1996 годах, добиться ничьей в домашнем матче со СКА (5:5), хотя к 48-й минуте «Кристалл» уступал 0:5. Неудачно, по собственным словам, «работал» с ФК «Динамо» Москва у Георгия Ярцева (1998/99), ФК «Локомотив» Москва у Юрия Сёмина (1999), ХК ЦСКА (2001).
Тренер и игрок любительских хоккейных команд.

## Достижения
- Победитель неофициальных чемпионатов мира среди молодежных команд 1975 и 1976 (лучший вратарь турнира).
- Чемпион Европы среди юниорских команд 1975 года (лучший вратарь турнира).
- Победитель турнира на призы газеты «Ленинградская правда» в составе второй сборной СССР (1976, 1977, 1978).
- Дважды включался в список 36 лучших хоккеистов чемпионата СССР.
- Четырёхкратный серебряный призёр чемпионата СССР.
- Бронзовый призёр чемпионата СССР.